# Northwood, Iowa
Northwood är administrativ huvudort i Worth County i Iowa. Vid 2010 års folkräkning hade Northwood 1 989 invånare.